# Liste des communes de la wilaya de Bordj Badji Mokhtar
Pour les autres communes, voir Liste des communes d'Algérie.
Liste des communes de la wilaya algérienne de Bordj Badji Mokhtar créée en 2019 par ordre alphabétique :
1. Bordj Badji Mokhtar
2. Timiaouine